# أنتونيت إم زايس
أنتونيت إم. زايس (بالإنجليزية: Antonette M. Zeiss)‏ عالمة نفس أمريكية، وقد كانت زايس كبيرة مستشاري خدمات الصحة العقلية في المكتب المركزي لدائرة شؤون المحاربين القدماء، وهي أول امرأة وأول طبيبة نفسية تشغل هذا المنصب. في عام 2013 حصلت على جائزةَ الإنجاز على مدى العمر من جمعية علم النفس الأمريكية (APA).

## التعليم
حصلت على درجة الدكتوراه في علم النفس العيادي من جامعة أوريغون عام 1977.

## العمل والأبحاث
عملت زايس كعضو هيئة تدريس في جامعة ولاية أريزونا وكعضو هيئة تدريس زائر بجامعة ستانفورد، أجرت بحثًا عن تأخُّر الإشباع بما في ذلك تجربة مارشميلو ستانفورد الشهيرة مع والتر ميشيل. بعد ذلك انضمت إلى قسم شؤون المحاربين القدامى (VA) حيث كانت مديرة تدريب الفريق متعدد التخصصات في طب الشيخوخة، ثم مديرة التدريب على علم النفس في نظام بالو ألتو للرعاية الصحية. في عام 2005 أصبحت نائبة المستشار الرئيسي لمكتب خدمات الصحة العقلية في المكتب المركزي لإدارة شؤون المحاربين القدامى (VACO)، من 2010 إلى 2012 كانت كبيرة المستشارين.
تعمل زايس في مجموعة «النساء في القيادة» ذات الاهتمامات الخاصة التابعة لرابطة قادة علم النفس في فرجينيا. وتريد المجموعة الترويج للموضوعات ذات الصلة بعلماء النفس الإناث في المناصب القيادية ودعمهن. وكانت الرئيس المشارك لهذه المجموعة في الماضي، كذلك في عام 2010 أنشأت جمعية قادة علم النفس في فيرجينيا جائزة أنتونيت زايس للقيادة المتميزة لتكريم علماء النفس في فرجينيا الذين أظهروا قيادة خبيرة خلال حياتهم المهنية والتزامًا قويًا بالعمل على توفير الرعاية الصحية للمحاربين القدامى، كانت زايس نفسها أول من حصل على هذه الجائزة.
بعد تقاعدها في عام 2012 لا تزال نشطة في مجالها حيث تنشر الكتب والمقالات وتعمل كعضو في مجلس الشؤون المهنية في جمعية علم النفس الأمريكية.

## الجوائز والتكريمات
2004: جائزة الإرشاد الإكلينيكي المتميز من جمعية علم النفس العصبي السريري.
2006: جائزة النهوض بعلم النفس والشيخوخة من لجنة جمعية علم النفس الأمريكية للشيخوخة (CONA).
2007: الإشادة الرئاسية لجمعية علم النفس الأمريكية.
2009: جائزة الاستحقاق الرئاسية للولايات المتحدة.
2010: جائزة أنتونيت زايس للقيادة المتميزة.
2011: جائزة الإنجاز مدى الحياة من جمعية العلاج السلوكي والمعرفي.
2013: جائزة لمساهمات مدى الحياة في علم النفس من جمعية علم النفس الأمريكية.

## الحياة الشخصية
تزوجت أنتونيت زايس من روبرت زايس.ويعيشا في سانتا كروز بكاليفورنيا.